# Roslagens sjövärnskår
Roslagens Sjövärnskår (SVK12/ROS SVK) i Roslagen är en lokal sjövärnskår grundad 2005. Kåren har cirka 130 medlemmar och drivs ideellt med finansiering från MSB och Försvarsmakten.
Verksamheten utgår från FOS-huset i Norrtälje. 

## Flotta

### Stridsbåt 120
Denna båt kan medföra material samt upp till 12 personer och tar sig fram mellan 35 och 40 knop. 

### Trossfärja 655
Trossfärja 655 Arn är en tung trossfärja som kan lasta t ex en lastbil på däck, den har förrådstankar för dricksvatten och bränsle. Inom Sjövärnskåren används den bara till utbildning, främst för ungdomar.